# Quijote Arena

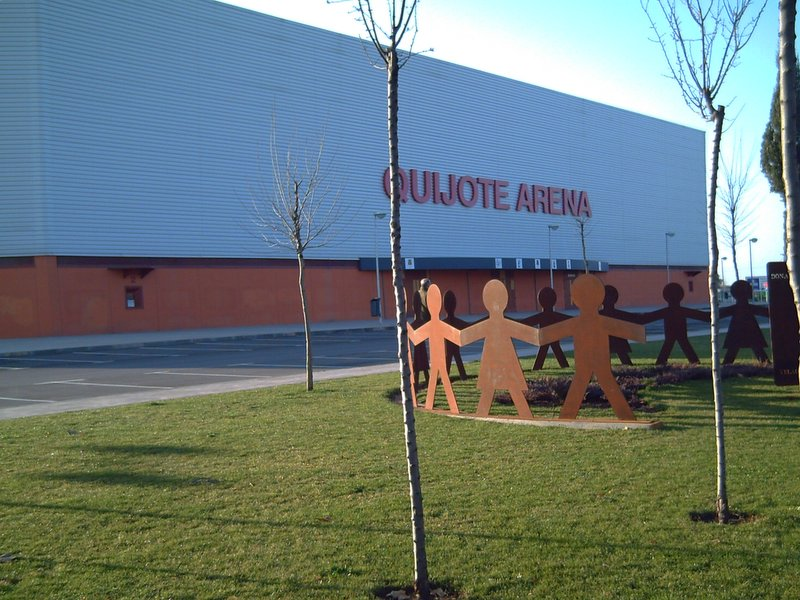
Quijote Arena, 20 mars 2006

Quijote Arena är en inomhusarena i Ciudad Real, Spanien. Den var hemmaarena för det spanska handbollslaget BM Ciudad Real.